# Smart kontrakt
Smart kontrakt (ang. smart contract, inaczej: inteligentny kontrakt, inteligentna umowa) – program komputerowy lub protokół przeznaczony do cyfrowych umów, ich automatycznej weryfikacji, egzekwowania negocjacji lub dokumentowaniu prawnie istotnych zdarzeń zgodnie z warunkami tychże umów.

## Koncepcja
Celem smart kontraktów jest zniwelowanie zapotrzebowania na pośredników, zmniejszenie kosztów operacyjnych i egzekucyjnych oraz zmniejszenie szans na straty spowodowane oszustwami. Inteligentne kontrakty pozwalają na wykonywanie wiarygodnych transakcji bez uczestnictwa osób trzecich.

## Historia
Automaty z jedzeniem są przedstawiane jako najstarsza technologia przypominająca smart kontrakty. W 2014 raport white paper dotyczący kryptowaluty Ethereum opisuje sposób działania Bitcoina jako słaby przykład konceptu smart kontraktów. Od czasu powstania Ethereum pojawiło się wiele nowych alternatyw, pozwalających na bardziej zaawansowane inteligentne kontrakty pomiędzy niezaufanymi osobami.
Koncept smart kontraktów zaproponowany został w latach dziewięćdziesiątych XX wieku przez kryptografa Nicka Szabo, Amerykanina węgierskiego pochodzenia (który do dziś jest podejrzewany o bycie twórcą Bitcoina). Po ukończeniu University of Washington Szabo poszukiwał rozwiązania, które mogłoby wspomóc zawieranie umów prawniczych.
Smart kontrakt nie stanowi prawnie wiążącej umowy. Niektórzy prawnicy twierdzą, że inteligentne kontrakty nie są umowami prawnymi, lecz środkiem do wykonywania zobowiązań wynikających z innych umów.
Od 2015 roku, kiedy uruchomiono blockchain Ethereum termin „smart contract” został przypisany w szczególności kryptowalutom i obliczeniom jakie zachodzą w sieci blockchain.
W interpretacji chociażby IBM, smart kontrakt nie musi być powiązany z klasycznym kontraktem, wręcz przeciwnie, może przyjmować różną formą taką jak program komputerowy. Inteligentny kontrakt możemy uznać również za procedurę, która ma na celu przeniesienie wartości z podmiotu na podmiot, pod pewnymi warunkami, które zachodzą i są przechowywane w sieci blockchain.  
W grudniu 2017 roku Białoruś stała się pierwszym w historii krajem, który zalegalizował smart kontrakty. Za autora dekretu, który wszedł w życie w marcu 2018 roku uważa się białoruskiego prawnika Denisa Aleinikova.

## Względy bezpieczeństwa
Smart kontrakty oparte na sieci blockchain są widoczne dla wszystkich użytkowników, dlatego błędy które mogą wystąpić szczególnie w nowych i niedopracowanych sieciach również są widoczne dla wszystkich. Atak hakerski na sieć blockchain może być trudny do wychwycenia i naprawy. Taki atak został przeprowadzony w czerwcu 2016 roku, ukradziono wówczas około 50 milionów dolarów, podczas gdy programiści próbowali znaleźć rozwiązanie, które zażegnałoby atak.